# تولكان
تولكان (بالإسبانية: San Miguel de Tulcán) هي مدينة، في الإكوادور، تتبع مقاطعة كارتشي، وكانتون تولكان، هي عاصمة مقاطعة كارتشي، بلغ عدد سكانها 60,403 نسمة في 2010، تبلغ مساحتها 15 كيلومتر مربع، رمزها البريدي هو EC040150.

## المناخ
يظهر الجدول التالي التغييرات المناخية على مدار السنة لتولكان:
| البيانات المناخية لـتولكان        | البيانات المناخية لـتولكان | البيانات المناخية لـتولكان | البيانات المناخية لـتولكان | البيانات المناخية لـتولكان | البيانات المناخية لـتولكان | البيانات المناخية لـتولكان | البيانات المناخية لـتولكان | البيانات المناخية لـتولكان | البيانات المناخية لـتولكان | البيانات المناخية لـتولكان | البيانات المناخية لـتولكان | البيانات المناخية لـتولكان | البيانات المناخية لـتولكان |
| الشهر                             | يناير                      | فبراير                     | مارس                       | أبريل                      | مايو                       | يونيو                      | يوليو                      | أغسطس                      | سبتمبر                     | أكتوبر                     | نوفمبر                     | ديسمبر                     | المعدل السنوي              |
| --------------------------------- | -------------------------- | -------------------------- | -------------------------- | -------------------------- | -------------------------- | -------------------------- | -------------------------- | -------------------------- | -------------------------- | -------------------------- | -------------------------- | -------------------------- | -------------------------- |
| متوسط درجة الحرارة الكبرى °م (°ف) | 16.6 (61.9)                | 16.6 (61.9)                | 16.6 (61.9)                | 16.8 (62.2)                | 16.7 (62.1)                | 15.9 (60.6)                | 15.3 (59.5)                | 15.6 (60.1)                | 16.4 (61.5)                | 17.0 (62.6)                | 17.1 (62.8)                | 16.8 (62.2)                | 16.5 (61.6)                |
| متوسط درجة الحرارة الصغرى °م (°ف) | 6.4 (43.5)                 | 6.6 (43.9)                 | 6.7 (44.1)                 | 7.0 (44.6)                 | 6.8 (44.2)                 | 6.3 (43.3)                 | 5.6 (42.1)                 | 5.5 (41.9)                 | 5.8 (42.4)                 | 6.4 (43.5)                 | 6.5 (43.7)                 | 7.4 (45.3)                 | 6.4 (43.5)                 |
| معدل هطول الأمطار مم (إنش)        | 75 (3.0)                   | 80 (3.1)                   | 92 (3.6)                   | 106 (4.2)                  | 78 (3.1)                   | 58 (2.3)                   | 37 (1.5)                   | 37 (1.5)                   | 51 (2.0)                   | 113 (4.4)                  | 120 (4.7)                  | 94 (3.7)                   | 941 (37.1)                 |
| المصدر:                           |                            |                            |                            |                            |                            |                            |                            |                            |                            |                            |                            |                            |                            |

## مدن توأم
المدن التوأم:
- أريكا
- إبياليز  [لغات أخرى]‏
- ايكويكو
- باستو.

## أعلام
- بيدرو رودريغيز
- لويس إنريكي فيرو
- رودريغو باز